# 서상돈
서상돈(徐相敦 또는 徐相燉, 1850년 10월 17일-1913년 6월 30일)은 조선 및 대한제국의 민족 운동가이자 독립유공자, 기업인, 언론인, 공무원이다. 대구에서 지물(紙物) 행상과 포목상으로 성공한 인물로, 정부의 검세관(檢稅官)이 되어 정부의 조세곡을 관리하기도 하였다. 1907년에 대한제국 정부가 일본에 빚을 많이 져 국권을 상실한다고 생각하여 대구 광문사 사장인 김광제(金光濟)와 함께 대구에서 금연으로 나라의 빚을 갚자는 단연회(斷烟會)를 조직하고 국채보상운동을 벌였다. 로마 가톨릭교회 신자로 세례명은 아우구스티노이다.

## 업적
병인박해 때 관헌에게 잡혀 대구감영 옥에 갇혀있던 삼촌 서인순을 방문했을 때 먹을 것이 없어 피고름이 묻은 멍석을 뜯어 먹으며 생활하는 삼촌의 옥살이를 목격하게 된다. 이 일을 계기로 서상돈은 거상(巨商)이 된 이후로도 평생 쌀밥을 입에 대지 않았고, 봄, 가을 곡식 창고 문을 열어 가난한 이들에게 나눠주며 자선, 구휼 사업에 적극적으로 활동하게 했다.

### 독립협회
외세의 국권침탈에 맞서 독립협회 주요 회원으로 활약했고, 제 4기 민중 투쟁기에는 부설 만민공동회에서 재무부과장 및 부장급의 일원으로 활약하였다
.

### 국채보상운동
1904년 제1차 한일 협약 이후 대한제국정부의 재정고문으로 부임한 메가타 다네타로(目賀田種太郞)는 차관공세를 통해 대한제국의 재정을 일본에 완전히 예속시키려고 강제로 거액의 차관도입을 강요하였다. 그렇게 불어난 한국 정부의 대일차관은 1,300만 원에 이르렀는데, 그 액수는 1907년 대한제국 정부의 1년 예산과 맞먹는 정도였다. 나라가 외환에 허덕이며 점점 국가존립이 위태로운 상황이 되자, 대구지역 민중들은 나라를 돕기 위해 자발적인 구국운동을 시작하였고, 서상돈과 그의 출판사가 그 시발점이었다.
1907년 1월 29일, 출판회사 대구 광문사(廣文社)의 부사장이었던 서상돈은 회사 명칭을 대동광문회(大東廣文會)로 개칭하기 위한 특별회를 마친 뒤, 2000만 국민이 3개월 동안 흡연을 하지 않고 20전씩 거둔다면 1300만환을 모을 수 있으니 그 돈으로 국채를 갚아 국권을 회복하자고 발의를 하였다. 서상돈은 그 자리에서 자신부터 800원의 거액을 의연하였고 참석자 모두 동참하여 당일에만 2,000원의 의연금을 수합하였다. 그리고 사장 김광제와 부사장 서상돈의 이름으로「국채 1300만원 보상취지」라는 국채보상운동의 취지서를 작성하였다.
1907년 2월 21일, 대한매일신보에 대구에서의 구국운동 기사가 게재되고, 다음날인 2월 22일 서울에서도 국채보상기성회가 설립됨으로써 국채보상운동은 전국적인 운동으로 확산된다. 2월 23일 대구의 여성들은 전국에서 처음으로 남일동 패물폐지부인회를 결성하고 국채보상을 위해 은패물을 의연하고 한글의 취지서를 작성해 발표하였다. 나라를 구하는데 어찌 남녀가 따로 있겠느냐며 과감히 박차고 일어난 대구 여성들의 국채보상운동은 경향 각지의 여성들에게 큰 충격을 주었으며 사회운동에 소극적이던 당시 여성들을 일깨우는 계기를 만들었다.
서상돈은 국채보상운동을 발기한 책임을 다하기 위해 경북이 어느 지역보다 모범적 이어야 한다는 생각으로 7월 경에 다시 대구를 중심으로 경북국채보상도총회(慶北國債報償道總會)을 결성하고 총무장에 임명되어 실무를 지휘하였다.
이어서 서상돈은 이현주, 정재학, 김병순, 최시교,최대림, 박승동, 박기돈, 이종면, 서병오, 이일우, 정규옥 등과 함께 국채보상운동을 전국적으로 계속 진전시키기 위해 대한매일신보 7월 25일자에 광고를 내고 이 운동의 확산을 고취시켰다.
국채보상운동의 열기는 위로는 고종황제를 비롯하여 고급관료와 민족자본가층, 부녀
자와 시장의 영세 상인, 그리고 기생, 백정, 걸인 등 신분을 초월하여 모든 남녀노소에
게까지 확산되었고 일본, 미주 등 해외 한인들에까지 전파되었다. 고종황제 또한 금연을 실천하며 국채보상운동을 지지하였다.

## 일제의 탄압과 방해공작
일제는 국채보상운동을 와해하기 위해 민족언론의 탄압을 합법화한‘신문지법’과‘보안법’을 만들어 일본을 비판하는 모든 언론활동을 봉쇄하였다. 이로 인해 국채보상운동의 핵심단체의 하나였던 대한자강회가 동우회와 함께 강제 해산당했고 신문 기사의 삭제, 언론인 감금과 추방 등이 강행되었다. 대구지역의 국채보상운동을 전국적으로 확산 시키는데 결정적인 역할을 했던 대한 매일신보사 또한 일제의 방해공작을 받았다.